# Brian Holguin
Brian Holguin est un scénariste de comics.

## Travaux
Holguin est connu pour son travail sur Aria et Spawn de Todd McFarlane.
Il a aussi écrit Spawn godslayer un comics de dark fantasy reprenant le personnage de Spawn.